# Raúl Guerrón
Raúl Fernando Guerrón (Ambuqui, 12 oktober 1976) is een voormalig profvoetballer uit Ecuador, die speelde als verdediger gedurende zijn actieve loopbaan.

## Clubcarrière
Guerrón begon zijn profcarrière bij Deportivo Quito. Daarna speelde hij onder meer voor Club Deportivo Universidad Católica del Ecuador en Barcelona SC. Hij beëindigde zijn loopbaan in 2008.

## Interlandcarrière
Guerrón speelde in totaal 34 interlands voor Ecuador. Onder leiding van bondscoach Hernán Darío Gómez maakte hij zijn debuut op 11 augustus 2000 in een vriendschappelijke wedstrijd in Panama-Stad tegen Panama (0-0). Hij nam met zijn vaderland deel aan de strijd om de Copa América in Colombia, en het WK voetbal 2002 in Japan en Zuid-Korea.